# Bici bici

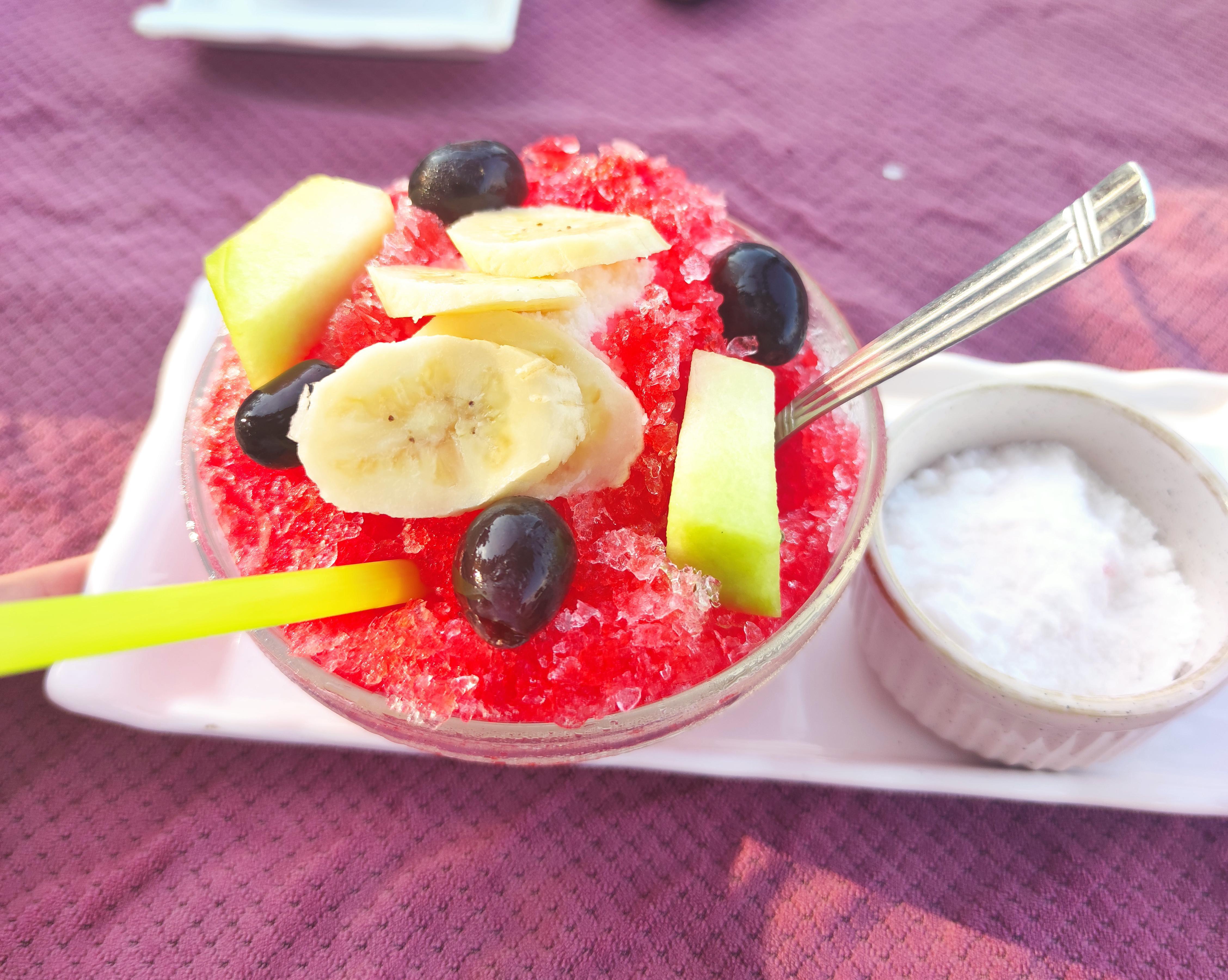
Bici bici

Bici bici is een nagerecht uit de Turkse keuken dat met name geconsumeerd wordt in de provincies Adana en Mersin. Het gerecht wordt gemaakt met gemalen ijs, zetmeel, stroop en suiker. Het zetmeel wordt gekookt, vervolgens gekoeld en daarna in kleine stukken gehakt. Hierna wordt het op smaak gemaakt met de stroop, meestal met de smaak van rozenwater. Het gemalen ijs wordt in een bakje gedaan, het zetmeel wordt eroverheen gegoten en daaroverheen wordt suiker gestrooid, eventueel aangevuld met fruit. De naam Bici bici verwijst naar het geluid dat de gehakte zetmeel maakt als het tussen de vinger wordt gekneed.